# Azərmarka

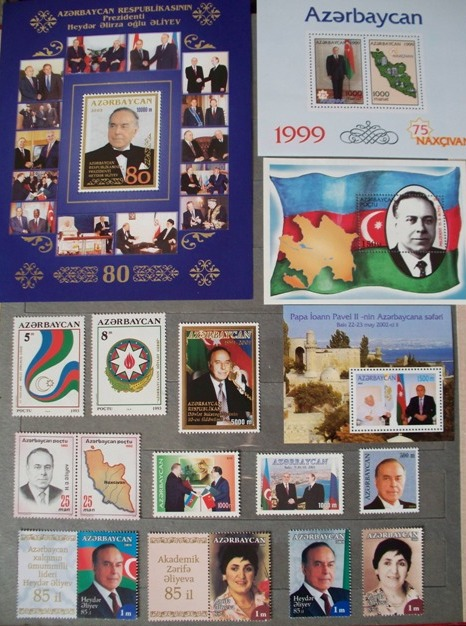
Les timbres d'usage courant et commémoratifs des Azerbaïdjanais éminents produite par Azərmarka.

Azərmarka est la société de la République d'Azerbaïdjan qui gère la production et la vente de timbres-poste azerbaïdjanais. Il ne faut pas la confondre avec le principal opérateur postal en Azerbaïdjan, Azərpoçt, qui est une organisation distincte.
Depuis 1992, une variété de timbres d'usage courant et commémoratifs sont produits, représentant des sujets d'actualité et locaux. Des enveloppes premier jour et des entiers postaux sont également émis.